# 2002 في النرويج
فيما يلي قوائم الأحداث التي وقعت خلال عام 2002 في النرويج.

## سياسة

### انتهاء فترة المنصب
- 1 أغسطس – كارستن سميث Chief Justice of the Supreme Court of Norway [الإنجليزية]‏.

## رياضة
- 1 يناير – الدوري النرويجي الممتاز 2002 الفائز نادي روسنبورغ.
- 1 يناير – الدوري النرويجي الممتاز للسيدات 2002 الفائز Kolbotn Fotball [الإنجليزية]‏.
- 1 يناير – دوري كرة القدم النرويجي الدرجة الأولى 2002 الفائز ترومسو إيدريتسلاغ.
- 1 يناير – كأس النرويج 2002 الفائز نادي فوليرينغا.

## ظهور
- 1 يناير – نايت كور

## وفيات

### أبريل
- 18 أبريل – ثور هايردال (مواليد 1914)[1]
- 25 أبريل – رولف دانيلسن (مواليد 1922) مؤرخ نرويجي.
- 29 أبريل – سفيري براتلاند (مواليد 1917) ضابط نرويجي.

### مايو
- 20 مايو – ديفيد إبراهمسين (مواليد 1903) طبيب نفسي نرويجي.[2]

### يونيو
- 29 يونيو – أولي يوهان دال (مواليد 1931)

### يوليو
- 23 يوليو – غونار أندرياسن (مواليد 1913) لاعب كرة قدم نرويجي.

### أغسطس
- 1 أغسطس – بيورن غوندرسن (مواليد 1924) واثب عالي نرويجي.
- 10 أغسطس – كريستين نيغارد (مواليد 1926) عالم حاسوب وعالم رياضيات.[3]